# Britney Manson
Pour les articles homonymes, voir Manson.
Britney Manson, née le 2 juillet 1995 en Russie, est une mannequin, chanteuse et activiste des droits LGBT russo-estonienne.
Attirée par le monde de la mode, Manson commence sa carrière de mannequin à douze ans, en parallèle d'une scolarité difficile en raison de harcèlement homophobe et transphobe. Après sa transition de genre à l'adolescence, elle est connue sous le nom de Nika Kraush, puis prend son pseudonyme actuel lorsqu'elle gagne en popularité sur TikTok, à partir de 2021, durant la semaine de la mode de Paris.
Manson est sous contrat avec l'agence de mannequins new-yorkaise Elite Models NYC et trois autres agences.

## Biographie

### Jeunesse
Née vers 1995 en Russie, Manson est d'origine russe et estonienne. Elle raconte être victime de harcèlement scolaire par ses camarades pour son physique « disgracieux » et son caractère introverti. Manson passe une année de CM1 à l'hôpital après avoir été battue par des élèves, qui lui brisèrent le cou. Le harcèlement, toléré et encouragé par le personnel scolaire, s'aggrave quand elle commence sa transition de genre à quinze-seize ans : l'homophobie et la transphobie la poussent à trois tentatives de suicides. Elle se réfugie dans son monde intérieur, rêvant de gloire et de défilés de mode. Elle imagine et dessine le personnage de Britney Manson quand elle a douze ou treize ans, la décrivant comme « une créature grande, mince, agenre, aux cheveux longs, sans sentiments ni âme »,,.

### Carrière
Britney Manson persévère malgré le manque de soutien de son entourage et le harcèlement à l'école. Elle fait son premier défilé à douze ans dans un centre commercial et est tout de suite attirée par le monde de la mode. La jeune femme en découvre les subterfuges (perruques, maquillage) qui lui permettent de s'échapper de la réalité. Au cours de sa carrière, elle défile pour des marques (Diesel, Versace, Plein, Valentino…) en Chine et pour les semaines de la mode à Londres, Berlin, Istanbul, Paris et Milan,,. Sous le nom de Nika Kraush, elle fait plusieurs défilés en Russie, dont pour la semaine de la mode à Moscou, pour des créateurs nationaux,,.
Britney Manson cite parmi ses modèles et inspirations les mannequins transgenres Andreja Pejić et Stafaniya Bruin, ainsi que les mannequins Coco Rocha et Vlada Roslyakova, l'actrice Janice Dickinson, le blogueur mode Brianboy, la drag queen Naomi Smalls, et le chanteur Bill Kaulitz, fondateur du groupe de musique Tokio Hotel. Pour ses débuts, Britney Manson dit s'être beaucoup inspirée de sa compatriote Natasha Poly, notamment pour sa démarche sur le podium (le « cat walk »),.

#### Percée sur Tiktok
En 2020, comme les agences de mannequins sont assez frileuses pour engager des personnalités atypiques, Britney Manson a l'idée de se filmer en marchant comme sur un podium, dans les rues de Varsovie, afin d'être remarquée sur les réseaux sociaux. En 2021, elle est repérée durant la semaine de la mode de Paris pour son style inhabituel, et perce sur le réseau social TikTok par sa reproduction publique des démarches de mannequins célèbres comme Naomi Campbell, Shalom Harlow ou Gisele Bündchen.

## Activisme
Britney Manson milite pour une meilleure inclusion des personnes transgenres et une diversification des standards de beauté dans le monde de la mode,.

## Activité musicale
En parallèle de son activité de mannequin, Britney Manson a sorti plusieurs singles depuis 2022 :
- MODE-L (2022)
- Everyone (I'm Stuck) (2022)
- FΛSHION (2023)
- Gloryhole (prévu pour juin 2023)